# Commercial Building (Dayton)
El Commercial Building es un rascacielos histórico en el centro de Dayton (Estados Unidos). Construido a principios del siglo XX, desempeñó un papel importante en el desarrollo de la parte occidental del centro de Dayton y es uno de los ejemplos sobrevivientes más destacados del trabajo de uno de los arquitectos más importantes en la historia de la ciudad. Ubicado en el borde de lo que alguna vez fue uno de los principales complejos comerciales de la ciudad, ha sido nombrado sitio histórico .

## Arquitectura
Construido en ladrillo con elementos de piedra, el Commercial Building es una estructura de diez pisos rodeada de edificios más pequeños. Su frente (lado sur) se divide en tres tramos, mientras que el lado occidental se divide en cuatro.  Entre sus elementos más distintivos se encuentra su ornamentada entrada principal, que forma un componente crucial del estilo neorrenacentista del edificio. Las ventanas de dos sobre dos llenan grandes áreas de los pisos superiores. El edificio se encuentra en las calles Ludlow y Fourth, conectado con Dayton Arcade, que se encontraba entre los principales complejos comerciales de la ciudad de principios del siglo XX.

## Historia temprana
Cuando se completó en 1908, el Commercial Building fue una de las partes más importantes del horizonte de Dayton, siendo uno de los cinco rascacielos de la ciudad. Fue construido a instancias de Adam Schantz, Jr., quien en ese momento era uno de los principales ciudadanos de Dayton; más que cualquier otro hombre, fue responsable de la apariencia del horizonte de la ciudad, impulsó la construcción extensa a lo largo de Ludlow, dirigió una de las empresas más grandes de la ciudad y fue responsable del desarrollo del vecindario de Schantz Park en el suburbio de Oakwood. Schantz eligió a un destacado arquitecto para diseñar su nuevo edificio: a finales del siglo XX, Albert Pretzinger se había ganado la reputación de ser el arquitecto nativo de Dayton más importante en la historia de la ciudad.

## Finales delsigloXX
En 1982, el Commercial Building fue incluido en el Registro Nacional de Lugares Históricos . Si bien su arquitectura fue lo suficientemente significativa como para calificarla para esta designación,  una parte crucial de su importancia se deriva de su estrecha conexión con Adam Schantz, Jr. Es una de las casi 150 ubicaciones incluidas en el Registro Nacional en el condado de Montgomery, junto con sitios como el antiguo edificio Dayton Daily News, ubicado en otra esquina de la Cuarta y Ludlow, y el Dayton Arcade al lado.  Sin embargo, la designación histórica no ha asegurado el bienestar continuo de estos edificios: Arcade ha estado vacío durante varias décadas, el edificio Dayton Daily News fue desocupado en 2007 y luego parcialmente demolido, con solo su parte más antigua de 1908 conservada. El edificio en sí ha recibido tan poco mantenimiento que la ciudad ha acordonado las aceras circundantes para evitar que los peatones sean golpeados por los vidrios que caen de las ventanas en mal estado. Sin embargo, queda alguna esperanza para su restauración: un grupo de Wisconsin ha estado intentando restaurar el Arcade Building con la esperanza de verlo reabrir y participar en la revitalización del centro.